# 玉生正人
玉生 正人（たもう まさと、1949年10月25日 - ）は、富山県出身の元競艇選手。
旧姓「小林」。

## 来歴
桑原淳一・中本逸郎と同期の39期生として1975年3月にデビューし、「ガッツ玉生」のニックネームでファンも多かった。
1990年3月の第25回総理大臣杯競走（平和島）では自身唯一のSG優出を果たすが、スタートで遅れて4コースの刀根辰治に捲られ、岩口昭三の5着に終わった。
1991年にはびわこ開設39周年「秩父宮妃記念杯競走」で唯一のGI優勝を果たす。
1997年には住之江のSG「第12回賞金王シリーズ戦競走」に出場し、12月18日の初日3Rでインから捲りも差しも封じて幸先良く白星発進を決める 。
1998年に地元三国で行われた第3回オーシャンカップ競走では7月16日の2日目3Rで久間繁と共に前付けに動き、2コースから差して2着に入ると、8Rでは2コースからスタート一気でインの今村豊を叩いて2連対とする。18日の4日目5Rではインから楽々逃げ切って準優勝戦進出を決め、19日の5日目10R準優勝戦は4着で優出はならなかったが、20日の最終日11R特別選抜A戦では中川俊介のツケマイをインから牽制して3着に入った。
2002年には2月26日の江戸川一般戦「第2回日本写真判定社長杯争奪戦競走」で1号艇1コースから馬袋義則・瀬尾達也を抑えて逃げ切り、同年8月8日の江戸川一般戦「第3回さわやか杯 コカ・コーラカップ」で5号艇5コースから笠原亮らを捲り差しして江戸川2勝目を挙げると同時に最後の優勝を飾った。
2007年1月11日の鳴門一般戦「第5回FM徳島杯競走」（4号艇4コース進入で5着）が最後の優出 となり、2009年4月8日の宮島一般戦「モンタチャンネルカップ」最終日9R（1号艇1コース進入）で最後の勝利を挙げた。
2009年4月18日の鳴門GI「第10回競艇名人戦競走」5日目1R（5号艇4コース進入で4着）が最後の出走となり、同月限りで現役を引退。

## 主な優勝
- 1991年 - びわこ開設39周年「秩父宮妃記念杯競走」